# San Ignacio Cerro Gordo
San Ignacio Cerro Gordo è un comune del Messico, situato nello stato di Jalisco.